# Kelly Parsons
Kelly Parsons (23 de janeiro de 1964, Coral Gables, Flórida) é uma atriz, modelo, miss pelo estado americano da Califórnia em 1986, e quarto lugar no concurso miss Estados Unidos em 1986, também. Nos anos 70 participou do programa O Clube do Mickey.

## Trabalhos
- Evils of the Night
- The Night Stalker
- Alince - seriado
- Quincy, M.E. - seriado
- Star Search